# Список лишайников, занесённых в Красную книгу Челябинской области
В списке указаны все лишайники, включённые в Красную книгу Челябинской области издания 2005 года. Колонки КЧ и КР указывают статус вида в Красной книге Челябинской области и в Красной книге России соответственно. Все виды в Красной книге Челябинской области, так же как и в Красной книге России, поделены на 6 категорий.
Всего в данный список входит 11 видов лишайников.
Согласно постановлению Правительства Челябинской области от 19 декабря 2002 г. № 96, Красная книга должна переиздаваться с актуализированными данными не реже, чем каждые 10 лет.

## Список таксонов
Категории в списке имеют следующие обозначения:
| Красная книга Челябинской области: 0 — Вероятно исчезнувшие таксоны и популяции, известные ранее на территории Челябинской области, нахождение которых в природе не подтверждено. 1 — Находящиеся под угрозой исчезновения таксоны и популяции, численность особей которых уменьшилась до критического уровня. 2 — Таксоны и популяции с неуклонно сокращающейся численностью, которые при дальнейшем воздействии лимитирующих факторов могут в ближайшее время попасть в категорию исчезающих. 3 — Редкие таксоны и популяции, которые имеют низкую численность, распространены на ограниченной территории или спорадически распространены на значительных территориях. 4 — Таксоны и популяции с неопределённым статусом, которые, вероятно, относятся к одной из предыдущих категорий, но достаточных сведений о их состоянии в природе в настоящее время нет. 5 — Восстанавливаемые и восстанавливающиеся таксоны и популяции, численность и распространение которых под воздействием естественных причин или в результате принятых мер начали восстанавливаться; они не подлежат ещё промысловому использованию, и за их состоянием в природной среде необходим постоянный контроль. | Красная книга России: 0 — вероятно исчезнувшие 1 — находящиеся под угрозой исчезновения 2 — сокращающиеся в численности 3 — редкие 4 — неопределённые по статусу 5 — восстанавливаемые и восстанавливающиеся |

В нижеприведённом списке порядок расположения таксонов соответствует таковому в Красной книге Челябинской области.
| Иллюстрация         | Русское название      | Латинское название                            | КЧ | КР | Ист    |
| ------------------- | --------------------- | --------------------------------------------- | -- | -- | ------ |
|                     | Коллема чешуйчатая    | Collema furfuraceum (Arnold) Du Rietz         | 2  |    | [ 4 ]  |
| Внешнее изображение | Эверния распростертая | Evernia divaricata (L.) Ach.                  | 3  |    | [ 5 ]  |
|                     | Эверния сливовая      | Evernia prunastri (L.) Ach.                   | 3  |    | [ 6 ]  |
| Внешнее изображение | Гипогимния Биттера    | Hypogymnia bitteri (Lynge) Ahti               | 2  |    | [ 7 ]  |
|                     | Гипогимния ленточная  | Hypogymnia vittata (Ach.) Parrique            | 2  |    | [ 8 ]  |
|                     | Уснея цветущая        | Usnea florida (L.) Wigg. em. Clerc.           | 2  | 2  | [ 10 ] |
|                     | Уснея длиннейшая      | Usnea longissima Ash.                         | 2  |    | [ 11 ] |
|                     | Анаптихия реснитчая   | Anaptychia ciliaris ( L.) Körb. ex A. Massal. | 3  |    | [ 12 ] |
|                     | Рамалина мучнистая    | Ramalina farinacea (L.) Ach.                  | 3  |    | [ 13 ] |
|                     | Лобария легочная      | Lobaria pulmonaria (L.) Hoffm.                | 2  | 2  | [ 15 ] |
| Внешнее изображение | Цибебе стройная       | Cybebe gracilenta (Ach.) Tibell               | 2  |    | [ 16 ] |